# 3914 Kotogahama
3914 Kotogahama eller 1987 SE är en asteroid i huvudbältet som upptäcktes den 16 september 1987 av den japanska astronomen Tsutomu Seki vid Geisei-observatoriet. Den är uppkallad efter en kustremsa nära observatoriet.
Asteroiden har en diameter på ungefär 14 kilometer och den tillhör asteroidgruppen Eos.